# Black Cube
Black Cube je soukromá zpravodajská společnost, která sídlí v Londýně, Paříži a Tel Avivu a která je obchodním názvem společnosti BC Strategy Ltd. Společnost v roce 2010 založili bývalí pracovníci izraelských zpravodajských služeb, Dan Zorella a Avi Yanus.

## Významné projekty
Společnost Black Cube od roku 2011 poskytovala zpravodajské služby Vincentovi Tchenguizovi, a to hned v několika případech, např. v rámci Tchenguizova sporu s Úřadem pro boj se závažnými podvody ve Spojeném království (SFO), kdy byl Tchenguiz zatčen během vyšetřování kolapsu islandské banky Kaupthing. Společnost Black Cube analyzovala síť vztahů pojících se s kolapsem této banky a pomohla úspěšně napadnout zatýkání a povolování domovních prohlídek nařízené úřadem SFO. V roce 2013 pak bylo jednání úřadu SFO prohlášeno za protiprávní. Po tomto vyšetřování soud úřadu SFO v roce 2014 nařídil, aby Tchenguizovi vyplatil přes 3 miliony liber a formálně se mu omluvil.
V roce 2014 byla společnost Black Cube najata izraelským podnikatelem Nochim Danknerem, aby prošetřila rozhodnutí soudu, které přidělilo kontrolu nad společností IDB Holding Corp. Ltd (TAW:IDBH) Motti Ben Moshemu. Společnost Black Cube prošetřila zdroje kapitálu Bena Mosheho a zjistila probíhající vyšetřování společnosti Bena Mosheho, ExtraEnergy, německými regulačními úřady. Dále vyhledala svědka držícího důkazy o praní špinavých peněz a daňových únicích Bena Mosheho.
Společnost Black Cube byla také najata, aby pomohla společnosti Kfar Giladi Quarries s často zveřejňovaným sporem se společností CaesarStone (NASDAQ:CSTE). Společnost Black Cube se během cyklistického výletu v kibucu Kfar Giladi zapojila do rozhovoru s inženýrem společnosti CeaserStone. Na nahrávce tento inženýr popřel nepodložená tvrzení společnosti CeaserStone učiněná během rozhodčího řízení se společností Kfar Giladi. Po šesti letech rokování soudce Boaz Okun společnosti CeaserStone nařídil společnosti Kfar Giladi zaplatit odškodné ve výši více než 14 mil. dolarů.
V roce 2015 pomáhala společnost Black Cube tchajwanskému podnikateli Nobu Su (vlastník přepravní společnosti TMT) při snaze odvolat se proti rozsudku z roku 2014 ve prospěch společnosti Lakatamia Shipping, které měl Su nahradit škodu ve výši 47 mil. dolarů. Společnost Black Cube dodala Suovu právnímu týmu informace, které ukazovaly, že 20 % částky rozsudku bylo přiřčeno kvůli společnosti Slagen Shipping, která ukončila činnost v době vzniku nároku, díky čemuž nemohla jednat jako nárokující strana – to výrazně snížilo rozsah rozsudku a umožnilo kýžené odvolání.
V roce 2016 byla společnost Black Cube zapojena do odhalování úplatkářství a korupce v rámci několika rozhodčích řízení mezi společností AmTrust (NASDAQ:AFSI) a Italem Antonio Sommou v celkové výši 2 miliard eur. Somma tajným agentům společnosti přiznal, že dokázal ovládat rozhodčí tribunály a že měl podle dohody předsedovi rozhodčího tribunálu zaplatit 10 % částky, kterou mu přidělí. Po zjištění společnosti Black Cube byl tento předseda zbaven funkce a v červenci 2016 se obě strany dohodly na vyrovnání v celkové výši 60 mil. eur namísto původních 2 miliard eur.
V roce 2016 si společnost Black Cube najaly firmy Alstom (EPA:ALO) a Afcon (TASE:AFHL), aby jim pomohla se sporem ohledně nabídky ve veřejné soutěži o elektrifikační zakázku vypsané izraelskými drahami (Israel Railways), kterou vyhrála španělská společnost SEMI. Společnost Black Cube zajistila nahrávky funkcionářů izraelských drah probírajících nedostatky dané soutěže. Na základě těchto zjištění v lednu 2018 izraelský soud první instance rozhodl o kompromisu, podle kterého měly být práce na železnici rozděleny mezi všechny tři společnosti. Soud dále rozhodl, že práce klientů společnosti Black Cube bude oceněna ve výši 580 mil. NIS poté, co neuspěli se svou původní nabídkou.
Společnost Black Cube jakožto specialistu na vysledování majetku a analýzu zahraničních společností a fondů si najala také bankovní instituce Bank Hapoalim (TASE:POLI). Tentokrát bylo úkolem vysledovat aktiva Mottiho Zissera, který bance dlužil velké množství peněz. Společnost Black Cube zajistila informace o celé řadě aktiv v Evropě, které pan Zisser převedl na svého syna Davida prostřednictvím sofistikované sítě krycích firem. Kromě jiných byla zjištěna síť hotelů v Bruselu, hotel a obchodní centrum v Amsterdamu, bytové jednotky ve Štrasburku a společnost v Hongkongu. Na základě informací shromážděných společností Black Cube byl bance Bank Hapoalim vydán soudní příkaz, podle kterého došlo ke zmražení všech společností Zisserovy rodiny. Na konci právního procesu se obě strany v únoru 2018 dohodly na urovnání, podle kterého mají Zisserovi dědicové bankovní instituci Bank Hapoalim zaplatit téměř 95 mil. NIS.

## Mezinárodní poradní výbor
- výbor Meir Dagan (zesnulý) – Bývalý velitel Mossadu, čestný prezident výboru.[12]
- Generálmajor Giora Eiland – Bývalý velitel Izraelské bezpečnostní rady, velel operačnímu i plánovacímu úseku izraelských obranných sil.
- Profesor Asher Tishler – Prezident vysoké školy College of Management Academic Studies.
- Brigádní generál Mati Leshem – Držitel ocenění za obranu Izraele z roku 1997.
- Podplukovník Ephy Yerushalmy (E.J.) – Bývalý vedoucí jednotky 504, divize Humint izraelských obranných sil.
- Doron Arbelli – Bývalý ředitel izraelského daňového úřadu.
- Paul Reyniers – Bývalý partner ve společnosti Price Waterhouse a autor knihy GARP (Generally Accepted Risk Principles).
- Itiel Maayan – Člen poradního výboru pro zákazníky společnosti Microsoft.
- Lieutenant Colonel Golan Malka – Bývalý viceprezident marketingu a rozvoje podnikání společnosti NICE Systems.
- Yohanan Danino – Bývalý izraelský policejní komisař.